# Alexandru Burcea
Andreas Nicolae Alexandru Burcea (n. 27 ianuarie 2005, București, România) este un fotbalist român, care joacă pe post de mijlocaș la Oțelul în SuperLiga României, împrumutat de la Concordia Chiajna.